# スルトン
スルトン(Sultone)は、ヒドロキシスルホン酸の環状スルホン酸エステルである。主に四員環、七員環であり、五員環の場合もある。しばしば寿命の短い中間体で、負電荷を持つスルホ基を導入するための強いアルキル化剤として用いられる。
水の存在下では、ゆっくりと加水分解し、各々の腐食性ヒドロキシスルホン酸となる。加熱すると分解し、嫌な匂いのする毒性の二酸化硫黄のガスとなる。

スルトンのオキシムは、抗痙攣薬ゾニサミド合成の重要な中間体である。
スルトンは、毒物、発がん性物質、変異原性物質、催奇性物質に分類される。
国際がん研究機関によるIARC発がん性リスク評価では、1,3-プロパン スルトンがGroup2A（ヒトに対する発癌性がおそらくある）に分類されている。

チソクロミドの構造式

チソクロミド（Tisocromide）は六員環スルトンの例である。